# Forfry
Forfry is een gemeente in het Franse departement Seine-et-Marne (regio Île-de-France) en telt 226 inwoners (2005). De plaats maakt deel uit van het arrondissement Meaux.

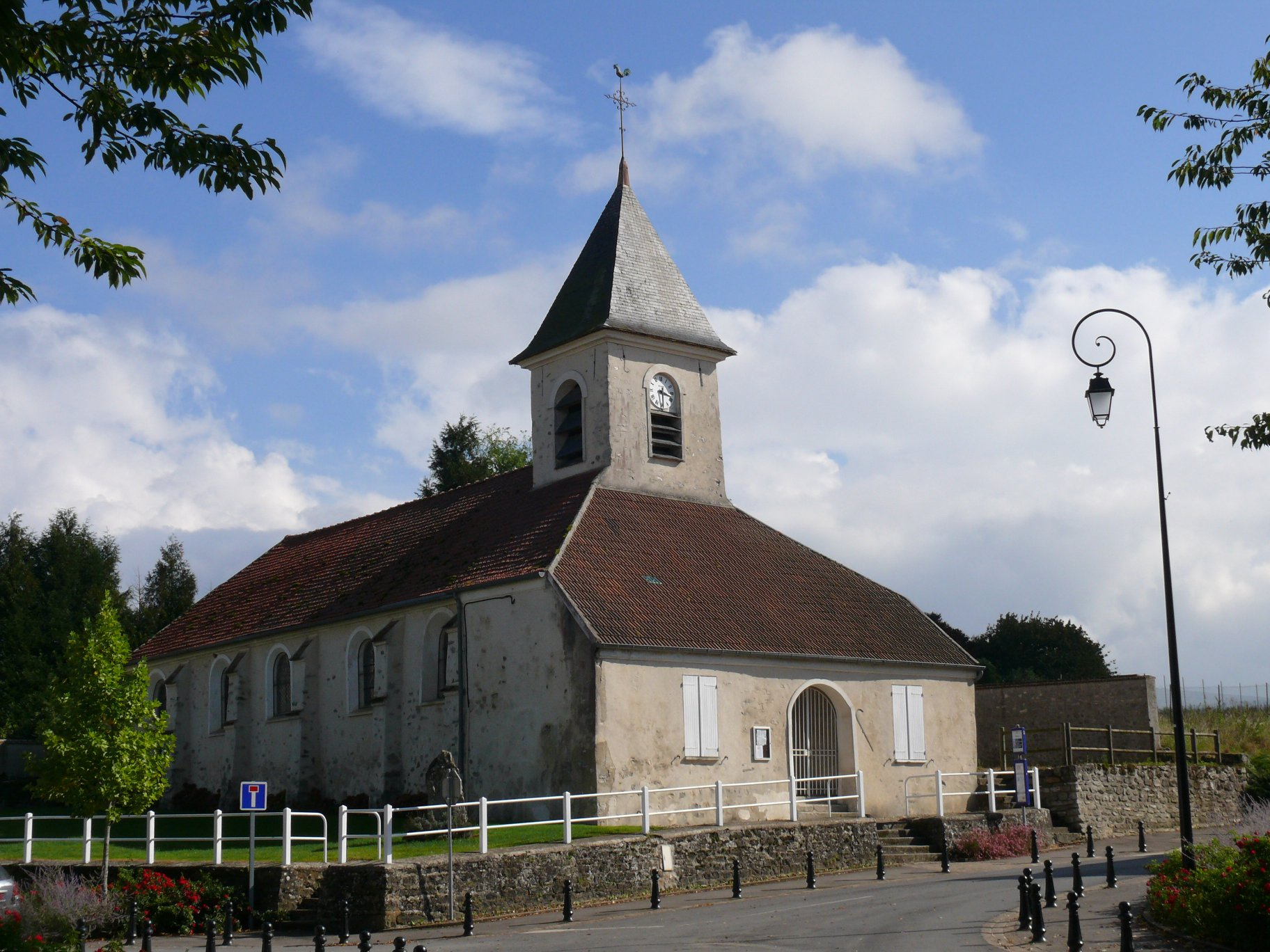
Kerk van Sainte-Madeleine
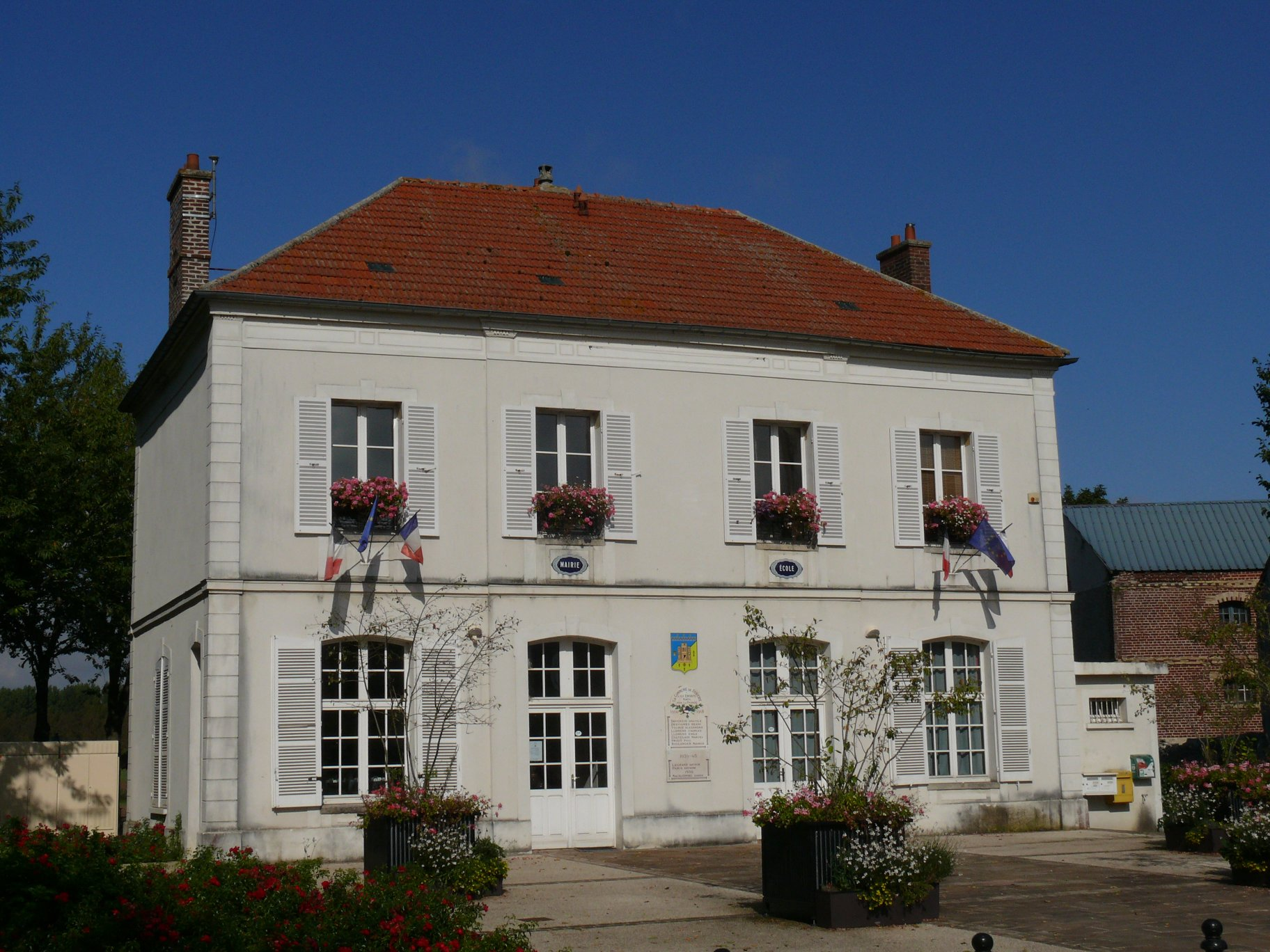
Gemeentehuis

## Geografie
De oppervlakte van Forfry bedraagt 5,8 km², de bevolkingsdichtheid is 39,0 inwoners per km².
De onderstaande kaart toont de ligging van Forfry met de belangrijkste infrastructuur en aangrenzende gemeenten.

## Demografie
Onderstaande figuur toont het verloop van het inwonertal (bron: INSEE-tellingen).